# Municipio de Sagola
El municipio de Sagola (en inglés: Sagola Township) es un municipio ubicado en el condado de Dickinson en el estado estadounidense de Míchigan. En el año 2010 tenía una población de 1106 habitantes y una densidad poblacional de 2,62 personas por km².

## Geografía
El municipio de Sagola se encuentra ubicado en las coordenadas 46°6′25″N 88°2′7″O / 46.10694, -88.03528. Según la Oficina del Censo de los Estados Unidos, el municipio tiene una superficie total de 421.51 km², de la cual 413,64 km² corresponden a tierra firme y (1,87 %) 7,87 km² es agua.

## Demografía
Según el censo de 2010, había 1106 personas residiendo en el municipio de Sagola. La densidad de población era de 2,62 hab./km². De los 1106 habitantes, el municipio de Sagola estaba compuesto por el 98,28 % blancos, el 0,36 % eran afroamericanos, el 0,72 % eran amerindios, el 0,27 % eran asiáticos y el 0,36 % eran de una mezcla de razas. Del total de la población el 0,27 % eran hispanos o latinos de cualquier raza.